# 나콘시탐마랏 왕국
나콘시탐마랏 왕국(Nakhon Si Thammarat Kingdom, อาณาจักรนครศรีธรรมราช, RTGS: Anachak Nakhon Si Thammarat)은 나가라 스리 다르마라슈트라(Nagara Sri Dharmarashtra) 혹은 리고르 왕국(Kingdom of Ligor)이라고도 불렸다. 시암 계열의 수코타이 왕국(Sukhothai Kingdom) 아유타야 왕국(Ayutthaya Kingdom)을 구성하는 도시 국가를 가리키는 무에앙(mueang)이었으며, 말레이반도(Malay peninsula) 대부분을 통치하였다. 수도는 오늘날 태국 남부 도시 나콘시탐마랏(Nakhon Si Thammarat)이다.

## 역사

### 수코타이 시기
대부분의 역사학자들은 10~13세기에 있었던 탐브라링가 왕조(Tambralinga kingdom)를 나콘시탐마랏의 전임으로 간주하고 있다. 서기 1000년을 전후로, 타이족(Tai peoples)은 동남아시아 대륙부로 확장하였다. 13세기까지 이들은 나콘시탐마랏을 도시국가 즉 '무에앙(mueang)'으로 만들었다. 이 지역에서 초기 불교 왕국과 인도화 왕국(Indianised kingdom)을 타이족들이 접수하였던 정확한 배경은 불분명하다.

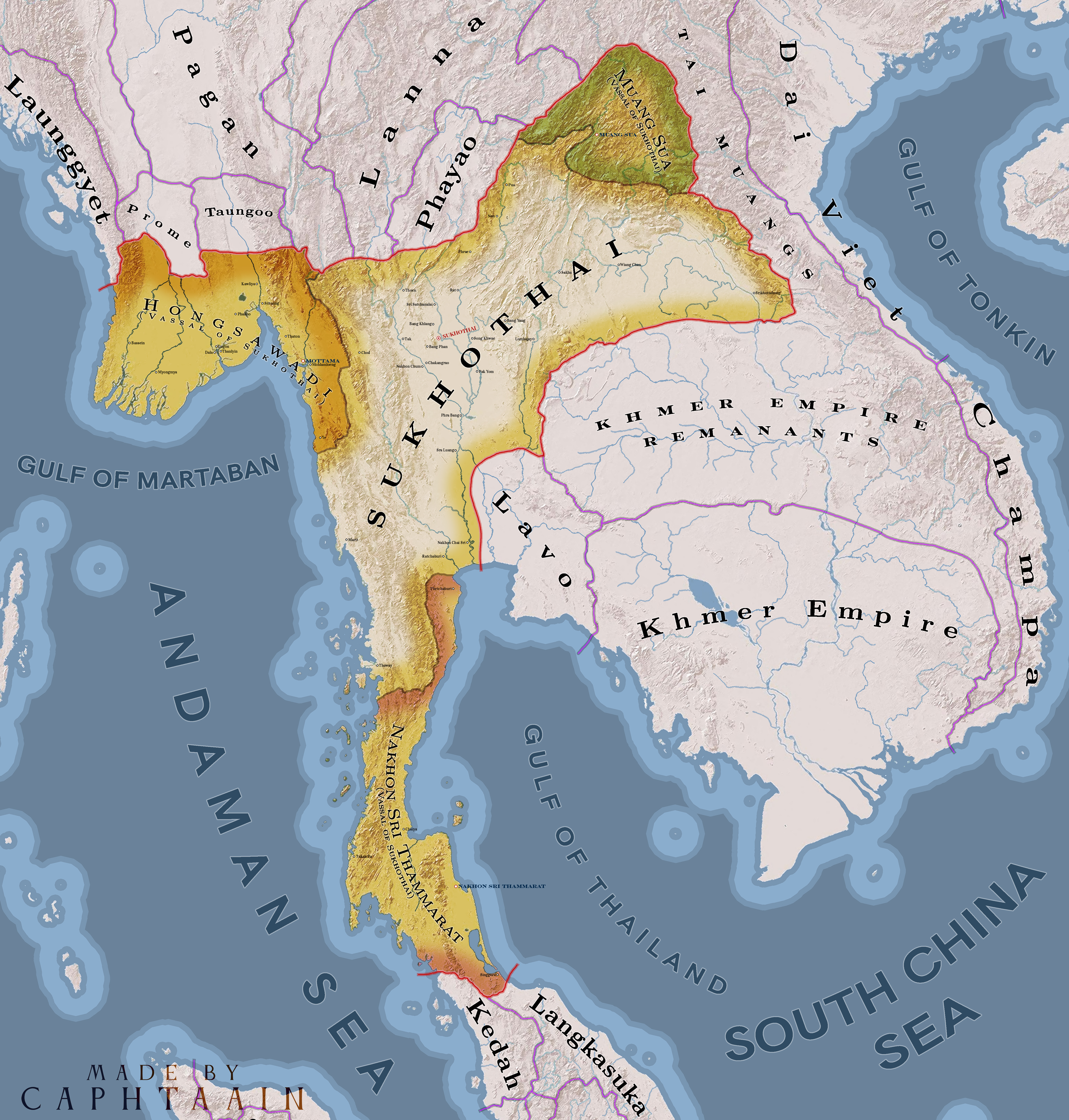
1293년 수코타이왕국의 속국으로서의 나콘시탐마랏

1283년 혹은 1292년 세워진 람캄행 비석(Ramkhamhaeng stele)은 나콘시탐마랏을 수코타이 최남단 조공국으로 기재하고 있다. 당시 수코타이 국왕은 람 캄행(Ram Khamhaeng) 국왕의 친척 스리 탐마소카라지(Sri Thammasokaraj)였을 것이다. 나콘시탐마랏의 상좌부불교(Theravada) 전통은 수코타이 왕국 전체의 모범이었다. 동남아시아 만달라(Mandala)의 전형이며, 수코타이에 대한 종속은 개인적이었으며 제도에 관한 것이 아니었다.따라서 람 캄행의 사후 나콘시탐마랏은 독립했고 말레이반도에서 지배적인 타이족 무에앙이 되었다.

### 아유타야 시기
1365년 작성된 고대 자바 기록 데사와르나나(Desawarnana)에, 마자파히트 제국(Majapahit kingdom)은 나콘시탐마랏을 시암(Siam)에 속한다고 인식하였다. 트라일록(Trailok) 왕의 팔라틴 법(Palatine law)은 1468년 제정되었으며, 나콘시탐마랏을 아유타야 왕국에 속한 8개의 '큰 도시', 즉 '프라야 마하 나콘(phraya maha nakhon)' 가운데 하나로 꼽았다. 그럼에도 독자적 왕조를 유지하였고, 자기만의 속국이 있었으며, 아유타야로 중개해주기도 했다. 이는 여러 단계의 권력으로 구성된 만달라 모델의 전형적 유형이다. 나레수안(Naresuan, 재위 1590–1605) 대왕 통치 시기에는 '1급 주', 즉 '무에앙 엑(mueang ek)'이 되었다. 그러나 주 행정관은 준 세습직이었으며, 구(舊) 나콘시탐마랏 왕조에서는 아버지에게서 아들로 세습되었다. 아유타야 남부 주에서는 가장 중요한 곳이었고, 말레이반도 다른 주와 비교할 때 특권을 누리고 있었다. 네덜란드와 포르투갈 상인을 포함한 해외 국가와의 교역에서 맡은 역할이 주의 재정과 부의 상당 부분을 차지하였고, 이는 높은 자신감의 근원이자 중앙 권력과의 관계에서 자주권 주장을 할 수 있게 했다.
1629년 아유타야 후계 전쟁에서 나콘시탐마랏은 프라삿 통(Prasat Thong) 신임 국왕에 반기를 들었다. 찬탈자는 영향력 있던 일본인 모험가 야마다 나가마사(山田長政)와 그의 용병을 파견하여 반란군을 진압하게 하였고, 나가마사를 나콘시탐마랏 주 장관이자 영주로 잠시 임명했다. 1688년 시암혁명(Siamese revolution) 이후 나콘시탐마랏은 다시 수도를 향해 반란을 일으켰다. 이때 영주는 찬탈자 페트라차(Phetracha)를 인정하지 않았다.

### 톤부리 시기
1767년 버마-시암 전쟁에서 아유타야가 패배한 후, 나콘시탐마랏은 다시 잠시동안 독립을 누렸으며, 말레이반도 주들도 종속했지만, 1769년 시암 통일 전쟁을 수행한 딱신(Taksin) 대왕에게  종속되었다.

### 라따나꼬신 시기
라마 1세(Rama I) 치하에서, 나콘시탐마랏 군주의 지위는 속국 통치자에서 단순한 1급주 장관으로 격하되었으며, 파타니(Patani)를 포함한 북 말레이 술탄왕국들에 대한 지배권도 박탈되었다. 대신 송클라(Songkhla) 주의 행정관직을 보상받았다. 나콘시탐마랏은 칼라홈(Kalahom)이라는 남부 주들을 관리하는 장관의 감독을 받았다. 하지만 1821년과 1831년에는 라마 2세(Rama II)와 라마 3세(Rama III)가 다시 나콘시탐마랏 주장관을 맡아 케다(Kedah)의 말레이 술탄국에서 발생한 반란을 진압하는 임무를 받았다.

### 시암 중앙국가로의 합병
19세기 말 담롱 라자누브합(Damrong Rajanubhab) 왕자의 '테사피반(Thesaphiban)' 개혁과 함께, 왕국은 마침내 시암(Siam)에 완전히 흡수되었다. 새로운 행정체 몬톤(monthon, '원'이라는 뜻)이 만들어졌으며, 각각 몇 개의 주를 감독하였다. 1896년에 신설된 몬톤 나콘시탐마랏(Monthon Nakhon Si Thammarat)은 송클라, 나콘시탐마랏, 파탈룽(Phatthalung) 주 등 반도 동안에 있는 지역들을 담당하였다.

## 낙삿 도시들

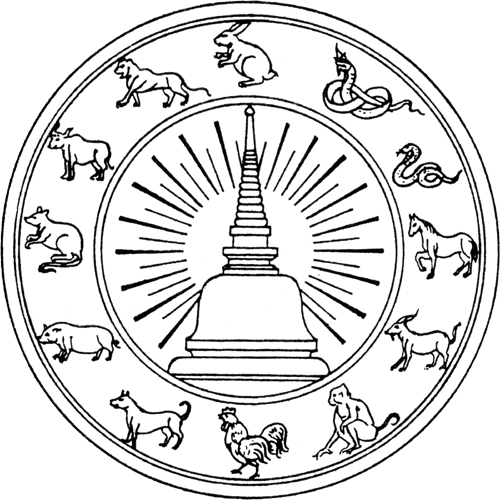
나콘시탐마랏 주(Nakhon Si Thammarat Province) 우표는 12개의 '낙삿(Naksat)' 도시들의 모임을 상징한다.

16세기 나콘시탐마랏의 남부 태국(Southern Thai) 연대기와 프라 탓 나콘(Phra That Nakhon)이라는 연대기에서, 나콘시타마랏은 말레이반도 '므앙(Mueang)'이라는 12개 연결된 도시들에 둘러싸여 있다고 언급되어 있는데, 이 도시들을 낙삿(Naksa, เมือง ๑๒ นักษัตร, RTGS : Mueang Sip-Song Naksat)이라고 한다. 이에 의하면, 낙삿 도시들은 나콘시타마랏(리고르)를 둘러싼 외부 방패 역할을 하며 육지로 연결되어서 기습이 있을 경우 서로 구원해 준다.
태국어 '낙삿(naksat)'은 산스크리트어 '낙샤트라(nakshatra)'에서 왔으며, '피 낙삿(Pi Naksat)'이라는 중국식 십이지(十二支)에 기반한 12진법 주기의 음력 체계를 의미한다.

찬드 치라유 라자니(M.C. Chand Chirayu Rajani)는 12개 도시 중 11개와 각 해당 십이지는 말레이 반도 내 다음 지역에 있었다고 말한다. 즉, 나라티왓(Narathiwat)(자), 파타니(Pattani)(축), 켈란탄(Kelantan)(인), 케다(Kedah)(진), 파탈룽(Phatthalung)(사), 뜨랑(Trang)(오), 춤폰(미), 끄라비(Krabi)(신), 타차나(Tha Chana)(유), 뿌껫(Phuket)(술), 끄라부리(Kraburi)(해). '묘'에 해당하는 므앙 파항(Mueang Pahang)의 정확한 위치는 미상이다.
그러나 나콘시탐마랏이 실제로 이러한 도시들을 지배했는지는 역사적 근거가 없다. 이 시기 다른 보고서들은 리고르를 말레이반도에 특정 역할을 가지고 있는 곳으로 묘사한다. 연대기 내 설명은 시암인(타이인)들이 아유타야 시기 중반 말레이 남부 지역에 대한 종주권을 주장하는 것을 반영한 것으로 보인다.

## 통치자 목록
아래 표는 나콘시탐마랏 왕국의 통치자 목록이다. 스튜어트 먼로-헤이(Stuart Munro-Hay, 1947~2004)의 책에 따라 '행정관(governor)'과 '주(province)'라는 표현을 사용한다. 그러나 통치자와 유럽 국가 모두 통치자를 사실상 '국왕(king)'으로 인식하였다. 시암어로 나콘시탐마랏은 시간이 흐르면서 바뀌었다. 1458년 팔라틴법에서 '조공국(tributary state)'으로도 해석되는 '프라텟사랏(prathetsarat)'이었고, 통치자는 '짜오프라야(chao phraya)'라고 했다. 짜오프라야는 국왕을 뜻하는 일반명사이다. 예를 들어, 방콕(Bangkok)을 가로지르는 강은 '짜오프라야강(Chao Phraya River)인데, 이는 곧 '국왕의 강(River of Kings)'이라는 뜻이다.
나레수안 통치기, '프라텟사랏'이라는 명칭은 버리고 나콘은 1급 '도시(city)'가 되었다. 다시 '도시'라는 번역이 잘못되었는데, 이는 아유타야, 시암의 수도를 뜻할 때 쓰는 '무에앙(mueang)'에서 왔다. 근대 이전 시암의 도시와 통치자의 공식 명칭은 복잡하다. 나콘은 시암과 연결디어 있고, 아유타야는 계승 정책과 관련되어 있으며, 때로는 외부인을 앉힐 때도 있다. 그러나 통치자 대부분은 나콘의 지배엘리트 사이에서 선발되었다.
| 통치자 이름 | 통치 기간 | Title | 왕조명                                         | | 시암 역사 시기 |
| --- | --------- | --- | ---------------------------------------------- | --- | --- |
| |           | |                                                | | |
| |           | |                                                | | |
| |           | |                                                | | |
| |           | |                                                | | |
| |           | |                                                | | |
| 루앙 스리 워라웡(Luang Sri Worawong) | 1375-?    | 행정관(governor) |                                                | | |
| 루앙 페렌트라텝(Luang Pirentrathep) | ?-?       | 행정관(governor) |                                                | 스리 워라웡(Sri Worawong)과 피렌트라텝(Pirentrathep) 사이의 통치자 관련 기록이 없음, 그러나 먼로-헤이는 서로 계승 관계라고 확신할 수 없다고 말함. | |
| 마하라차 왕조(Maharacha Dynasty) |           | |                                                | | |
| *공식 왕조명은 아니지만, 사서에는 명백한 부계 계승이 이뤄진 왕조라고 기록되어 있다.                                                                                             |           | |                                                | | |
| 스리 마하라차 1세(Sri Maharacha I) |           | | 마하라차(Maharacha)                            | 란타카(Lantaka) 건국, 나콘시탐마랏 국왕이었는지 불분명 | |
| 스리 마하라차 2세(Sri Maharacha II)(프라 라Phra La 인가?) |           | | 마하라차(Maharacha)                            | 마하라차 1세 아들 | |
| 쿤 인드라 1세(Khun Indra I) |           | | 마하라차(Maharacha)                            | 마하라차 2세 아들 | |
| 스리 다누(Sri Danu) (쿤 인드라 2세(Khun Indra II), 스리 마하라차 3세(Sri Maharacha III))                                                                                        | 1493-?    | | 마하라차(Maharacha)                            | 쿤 인드라 1세 아들 | |
| 시암 임명 통치자 제1기(First Era of Siamese-appointed Rulers) |           | |                                                | | |
| 쿤 라타나칸(Khun Ratanakan) |           | 행정관(governor) | ?                                              | | |
| 스리 마하라차 4세(Sri Maharacha IV) |           | |                                                | 먼로-헤이는 그가 아유타야에 의해 임명되었으며, 이전 왕조 가문의 친척으로서 연대기 사서에 기록되지 않았다고 본다. | |
| 프라야 폰테파랏(Phraya Pontheparat) | 1495-?    | 짜오프라야 나콘스리탐마랏(Chao Phraya Nakhon Sri Thammarat)                                                                |                                                | 먼로-헤이는 아유타야로부터 임명되었다고 주장 | |
| 스리 탐마라차뎃 왕조(Sri Thammarachadet Dynasty) |           | |                                                | | |
| *공식 왕조명은 아니다. 연대기 사서에는 이 시기가 스리 탐마라차뎃(Sri Thammarachadet)에서 시작하여 그의 손자 혹은 조카 스리 탐마랏(Sri Thammarat) 대에 끝났다고만 기술되어 있다. |           | |                                                | | |
| 프라야 스리 탐마라차뎃(Phraya Sri Thammarachadet) | 1497-?    | 행정관(governor) | 스리 탐마라차뎃(Sri Thammarachadet)            | | |
| 프라야 람라차타야남(Phraya Ramrachatayanam) | 1500-?    | 행정관(governor) | 람라차타야남(Ramrachatayanam) 왕조로 교체된 듯 | 먼로-헤이는 그를 아유타야에 의해 임명된 인물로 간단히 항목에 올렸을 뿐, 그가 스리 탐마라차뎃과 연관되어 있는지는 언급하지 않는다. | |
| 람라차타야남(Ramrachatayanam) | 1532-?    | 행정관(governor) | 람라차타야남(Ramrachatayanam) 왕조로 교체된 듯 | 먼로-헤이는 그를 아유타야에 의해 임명된 인물로 간단히 항목에 올렸을 뿐, 그가 람라차타야남 1세와 연관되어 있는지는 언급하지 않는다.(그는 말한다. "행정관으로서 그의 시간대에 아무것도 기록되지 않았다.") | 보롬마라차티랏 4세(Borommarachathirat IV, 1529-1533)                                                                                       |
| 프라야 스리 탐마랏(Phraya Sri Thammarat) | 1535-?    | 행정관(governor) | 스리 탐마라차뎃(Sri Thammarachadet)            | 프라야 스리 탐마라차뎃(Phraya Sri Thammarachadet)의 손자 혹은 조카 | 차이라차(Chairacha, 재위 1533-1546) |
| 시암 임명 통치자 제2기(Second Era of Siamese-Appointed Rulers) |           | |                                                | | |
| *정보가 거의 없다. 특히 16세기 말 17세기 중엽 내지 말기의 정보가 없다. |           | |                                                | | |
| 프라야 폰라랏Phraya Ponlarat | 1553-?    | 짜오프라야 나콘스리탐마랏(Chao Phraya Nakhon Sri Thammarat)                                                                |                                                | 전임 테나세림(Tenasserim) 행정관 | 차끄라팟(Chakkraphat, 재위 1548-1569) |
| 인타라텝(Intharathep) |           | 행정관(governor) |                                                | | 차끄라팟(Chakkraphat, 재위 1548-1569) |
| |           | |                                                | | |
| | 1612      | |                                                | 아들은 파탈룽(Phattalung) 행정관 | |
| |           | |                                                | 폐위된 프라야 마하 나콘(phraya maha nakhon). 나콘시탐마랏은 1등급 주가 됨. | 나레수안(Naresuan) |
| ??? | ?-?       | |                                                | 이 통치자의 형제 옥프라 아모라릿(Okphra Amorarit)만 언급된 듯 | |
| 야마다 나가마사(山田長政) | 1629-1630 | 행정관(governor) |                                                | 아유타야가 임명한 일본인 행정관(시암 관직 : 오캬 세니피목Okya Seniphimok) | 프라삿 통(Prasat Thong) |
| 오쿤 세나피묵(Okkhun Senaphimuk) | 1630-?    | |                                                | 야마다 나가마사 아들, 미상의 전임 국왕의 형제의 딸과 결혼(옥프라 아모라릿Okphra Amorarit) | |
| ? | ?         | |                                                | 아유타야에서 보내져 오는 도중 병을 얻었다. 아유타야에 자주 가서 거주하는 지방 통치 엘리트 일부가 아니라, 시암이 후계자를 통제하는 방식이었을 것이다. | |
| | 1631      | |                                                | 반 블리엣(van Vliet)은 프라삿 통(Prasat Thong) 아유타야 국왕이 나콘을 직접 공격하였으나, 이 이야기는 치앙마이(Chiangmai) 원정과 뒤섞인듯 하다. | |
| ? |           | |                                                | | |
| | 1645      | |                                                | 신임 행정관이 아유타야에서 옴 | |
| | 1649      | |                                                | 리고르는 송클라에게 점령당함. 송클라는 파타니와 파탈룽과 통합됨 | |
| |           | |                                                | | 파 차이(Fa Chai) |
| |           | |                                                | | 시 수탐마라차(Si Suthammaracha) |
| ? |           | |                                                | 나라이(Narai)가 나콘시탐마랏으로 유배 보낸 전임 궁정시인을 살해한 죄로 나라이는 행정관을 처형함. | 나라이(Narai) |
| |           | |                                                | 나콘시탐마랏은 2등급 도시로 강등 | 나라이(Narai) |
| 프라야 람데조(Phraya Ram Dejo) | 1689-92   | 행정관(governor)(푸랑무앙pu rang muang)                                                                                    |                                                | 행정관을 했는지 불명, 말레이 계통, 나콘시탐마랏은 등급 강등. 나콘은 페트라차(Phethracha)의 왕위 찬탈을 인정하지 않고 반란을 일으킴 | 페트라차(Phetracha) |
| |           | |                                                | | 수리엔트라티보디(Suriyenthrathibodi) |
| |           | |                                                | | 푸민타라차(Phumintharacha) (타이 사Thai Sa)                                                                                                |
| 프라야 차이아티벳(Phraya Chaiathibet) | 1742-?    | 짜오프라야 나콘스리탐마랏(Chao Phraya Nakhon Sri Thammarat)                                                                |                                                | | 보롬마콧(Borommakot) |
| 프라야 수코타이(Phraya Sukhotai) | ?-1758    | 짜오프라야 나콘(Chao Phraya Nakhon)                                                                                        |                                                | | 보롬마콧(Borommakot) |
| 프라야 라차수타와디(Phraya Rachasutawadi) | 1758-1760 | 짜오무앙 나콘스리탐마랏(Chao Muang Nakhon Sri Thammarat)                                                                   |                                                | | 우툼폰(Uthumphon, 재위 1758-1758) / 에까탓(Ekkathat) (아유타야 마지막 왕) / 버마(Burma)의 알라웅파야(Alaungphaya, 1760-1767)가 리고르 점령 |
| 팔랏 누 왕조(Palat Nu Dynasty) |           | |                                                | | |
| *공식 왕조명이 아니다. 사서에는 누(Nu), 노이(Noi), 노이 클랑(Noi Klang), 누 프롬(Nu Prom) 대에 부계 계승이 이뤄졌다고 기록되어 있다.                                            |           | |                                                | | |
| 누(Nu) | 1760-1767 | 짜오 나콘(Chao Nakhon) | 팔랏 누(Palat Nu)                              | 누는 프라야 라차수타와디(Phraya Rachasutawadi)의 부 행정관이었으며, 루앙 싯 라이 웬 마하틀렉(Luang Sit Rai Wen Mahatlek) 혹은 프라 팔랏 누(Phra Palat Nu)로 알려졌다. 먼로-헤이는 비록 우리는 누의 기원에 대한 정보가 없지만, 연대기 사서에 몇몇 사례가 있으며, 그가 받은 이전 직함들은 나콘 지배 가문의 한 일원이었을 가능성을 보여준다고 말한다. 그는 곧 북부의 춤폰(Chumpon)으로부터 켈란탄으로의 충성, 그리고 남쪽의 트렝가누(Trengganu)의 충성을 끌어내었다. | 에까탓(Ekkathat) (아유타야 마지막 왕) |
| 누(Nu) | 1767-1769 | 스스로 시암 전역의 국왕으로 선포                                                                                           | 팔랏 누(Palat Nu)                              | 딱신에게 항복 | |
| 짜오 나라수리웡(Chao Narasuriwong) | 1770-1777 | 짜오무앙 프라텟사랏(Chao muang pratetsarat)                                                                                |                                                | 딱신 대왕(King Taksin)의 조카, 누가 톤부리로 파견되었을 때 임명되었다. 나콘시탐마랏은 다시 조공국 지위로 승격되었다. | |
| 누(Nu) | 1777-1784 | 프라짜오 나콘스리탐마랏(Phra chao Nakhon Sri Thammarat) / 짜오프라야 나콘(Chao Phraya Nakhon)                              | 팔랏 누(Palat Nu)                              | 누 역시 속국의 통치자인 프라텟사랏(prathetsarat)이었고, 톤부리 조정처럼 장관 임명 권한이 있었다. 누의 직함은 짜오프라야로 강등되었다. | 탁신(Taksin)/라마1세(Rama I) |
| 팟(Phat) | 1784-1811 | 행정관(governor) | 팔랏 누(Palat Nu)                              | 전임 '우파랏(uparat)', 누의 사위, 나콘시탐마랏은 1급주로 강등 | 라마 1세(Rama I)/라마 2세(Rama II) |
| 쁘라 아피락뿌벳(Phra Aphirakphubet) 혹은 노이(Noi) | 1811-1839 | 짜오프라야 나콘스리탐마랏(Chao Phraya Nakhon Sri Thammarat)                                                                | 팔랏 누(Palat Nu)                              | 누의 아들(프랑 비Lady Prang에 의함), 이전에 나콘의 보조 행정관 | 라마 2세(Rama II) / 라마 3세(Rama III) |
| 쁘라 산차몬트리(Phra Sanchamontri) 혹은 노이 클랑(Noi Klang) | 1839-1867 | 프라야 나콘스리탐마랏(Phraya Nakhon Sri Thammarat)                                                                         | 팔랏 누(Palat Nu)                              | 노이의 아들 | 라마 3세(Rama III) / 몽쿳(Mongkut) 혹은 라마 4세(Rama IV)                                                                                  |
| 짜오프라야 수타몬트리(Chao Phraya Suthammontri) 혹은 누 프롬(Nu Prom) | 1867-1901 | 1867-1894, 짜오프라야 나콘스리탐마랏(Chao Phraya Nakhon Sri Thammarat) 1894-1901, 푸 와 랏차칸(Pu wah ratchakarn) (행정관) | 팔랏 누(Palat Nu)                              | 노이 클랑의 아들 | 몽쿳(Mongkut)/출라롱콘(Chulalongkorn) |

출처

## 같이 보기
- 탐브라링가

## 기타 읽을거리
- Stuart Munro-Hay. Nakhon Sri Thammarat - The Archaeology, History and Legends of a Southern Thai Town. ISBN 974-7534-73-8